# Csorna
Csorna est une ville située au nord-ouest de la Hongrie, en Transdanubie occidentale. Elle est le chef-lieu du district de Csorna (Csornai kistérség), l'un des sept districts du département de Győr-Moson-Sopron. La ville est à environ 30 km de Győr et 155 km de Budapest. Elle est connue pour son abbaye fondée par les Prémontrés au XIIe siècle.

## Histoire

### Premiers âges
À l'époque romaine se trouve à proximité de la ville une communauté, Mursella. Étymologiquement, Csorna viendrait du mot slave « csornij » (prononcer tchorny) (pour terre noire). D'autre pensent que le nom de la ville viendrait du mot petchenègue « csur ». Durant les invasions barbares, arrivent en Pannonie des Allemands, des Huns et plus tard des Avars. Vers l'an 900, les Magyars occupent la Transdanubie - et donc le territoire de Csorna.[réf. nécessaire]

### Époque médiévale
Au Moyen Âge, Csorna est un village de serfs appartenant à la famille comtale Osl ainsi qu'aux Prémontrés dont les Osl ont fondé l'abbaye à la fin du XIIe siècle.[réf. nécessaire]

### Époque moderne
À la fin du XVe siècle, la branche des Osl de genere Csorna représentée par la famille Kanizsai disparaît.
Sa succession est reprise par les familles Thuróczis et Thurzós et Töröks de Enying. En 1618, le propriétaire est Miklós Nyari. En 1624, le village est acquis, via le mariage, par le palatin et comte Miklós Esterházy. Le village appartint longtemps à la branche princière des Esterházy, ce qui explique l'appellation Hercegszer du village, Herceg signifiant prince.
Au XVIIe siècle, de nombreuses guildes se forment, entre autres celles des tailleurs, menuisiers, tisserands et bottiers.

## Jumelages
- Heumen (Pays-Bas)
- Sinzing (Allemagne)
- Lunca de Sus (Roumanie)

## L'abbaye
La première abbaye des prémontrés en Hongrie a été établie à Varadhegyfok en 1130.
En 1180, le clan Osl fonde l'abbaye de Csorna (cf photo). Elle est toujours en activité aujourd'hui.

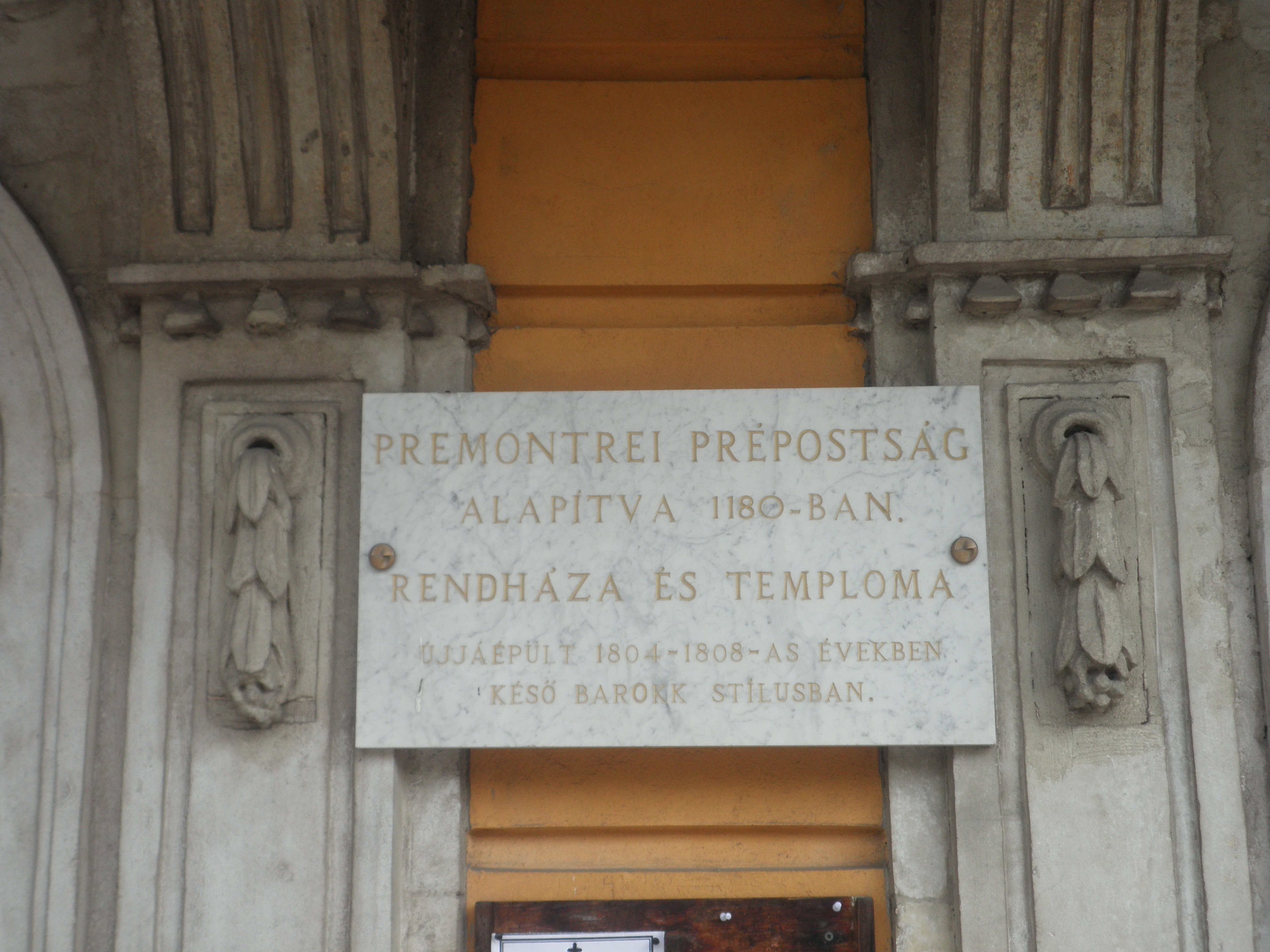
Plaque sur la façade : Abbaye des Prémontrés fondée en 1180. Abbaye et église reconstruites en 1804-1808 - dans le style baroque tardif

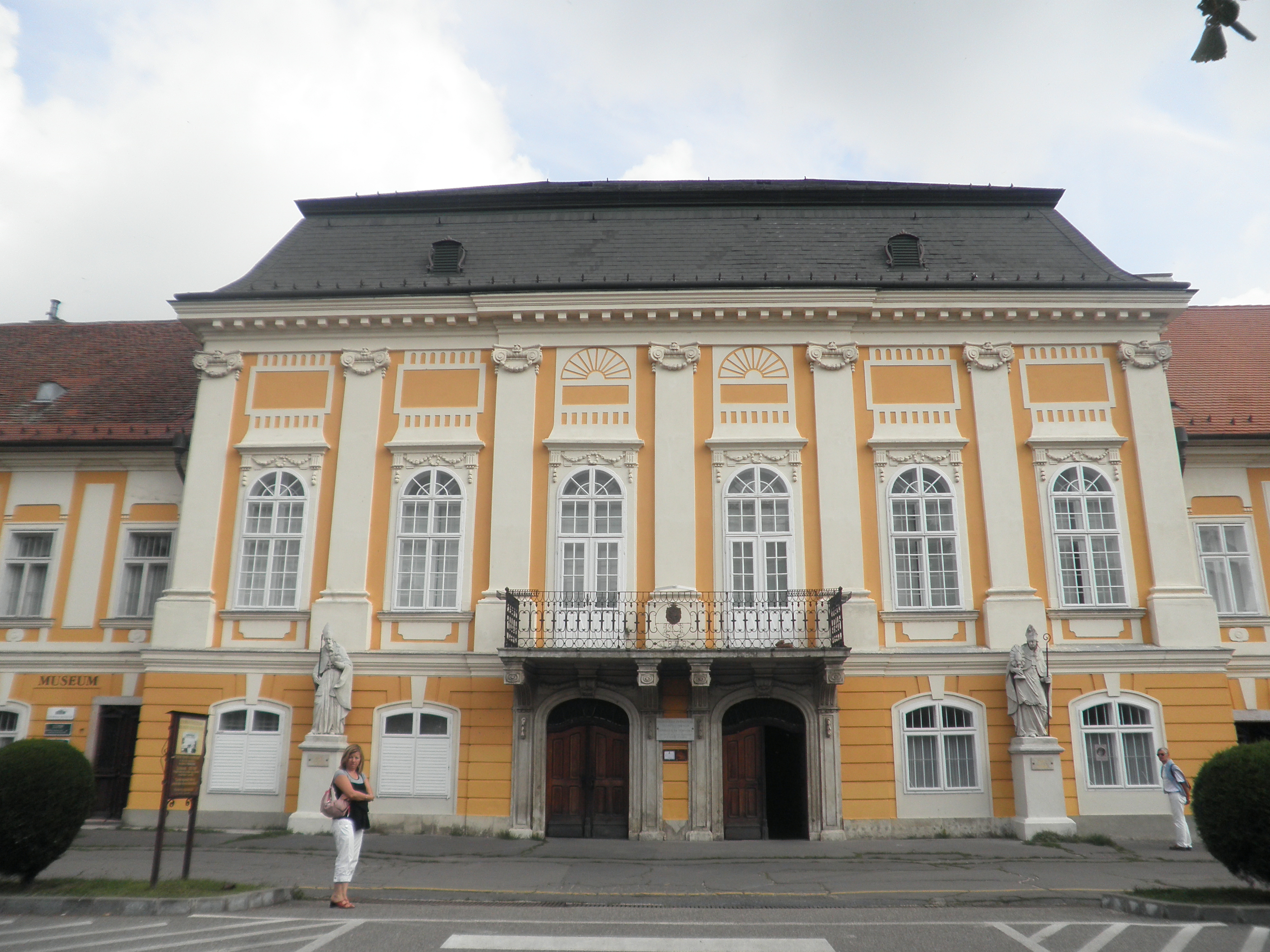
Façade de l'abbaye

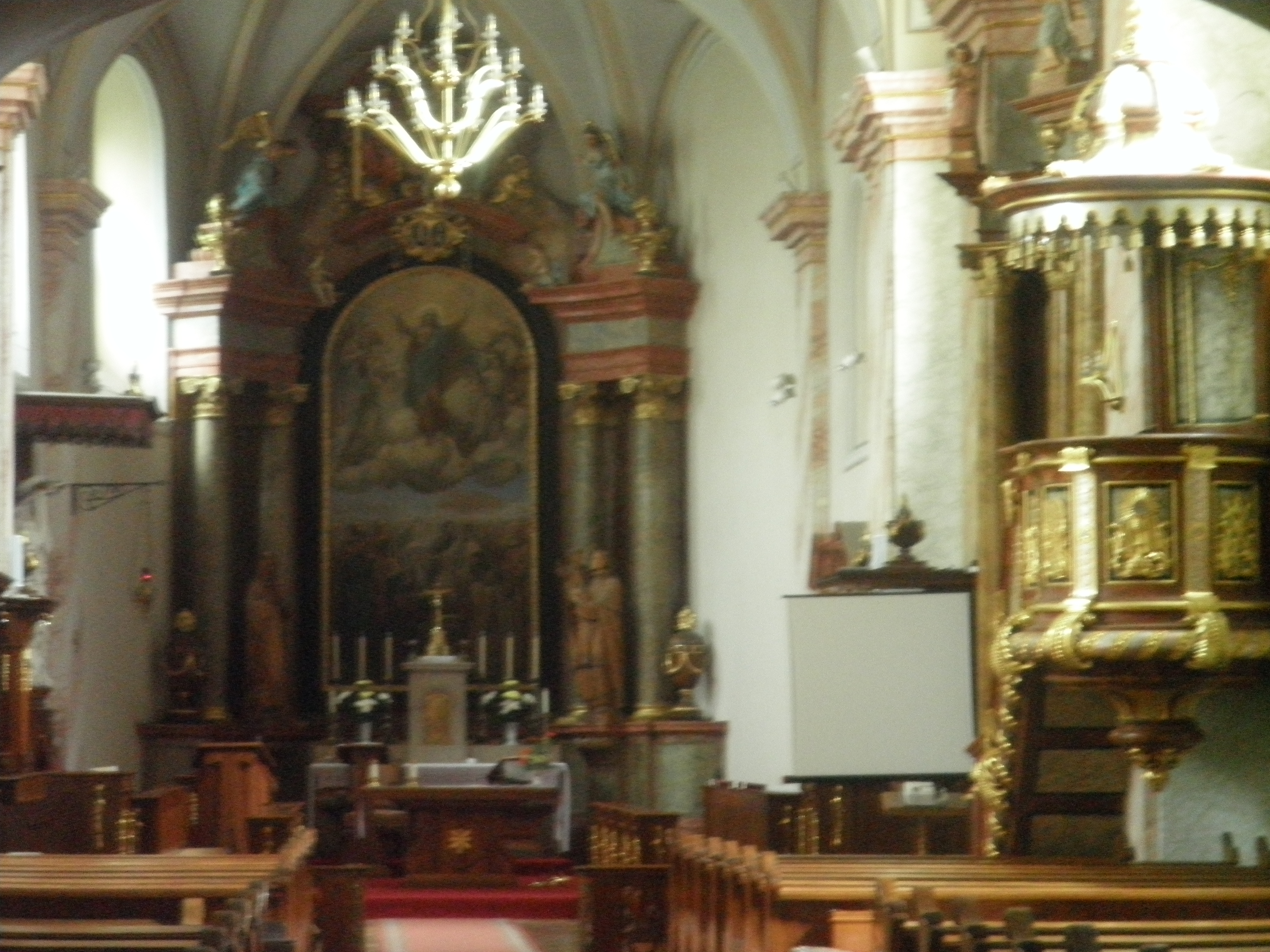
Intérieur de l'église

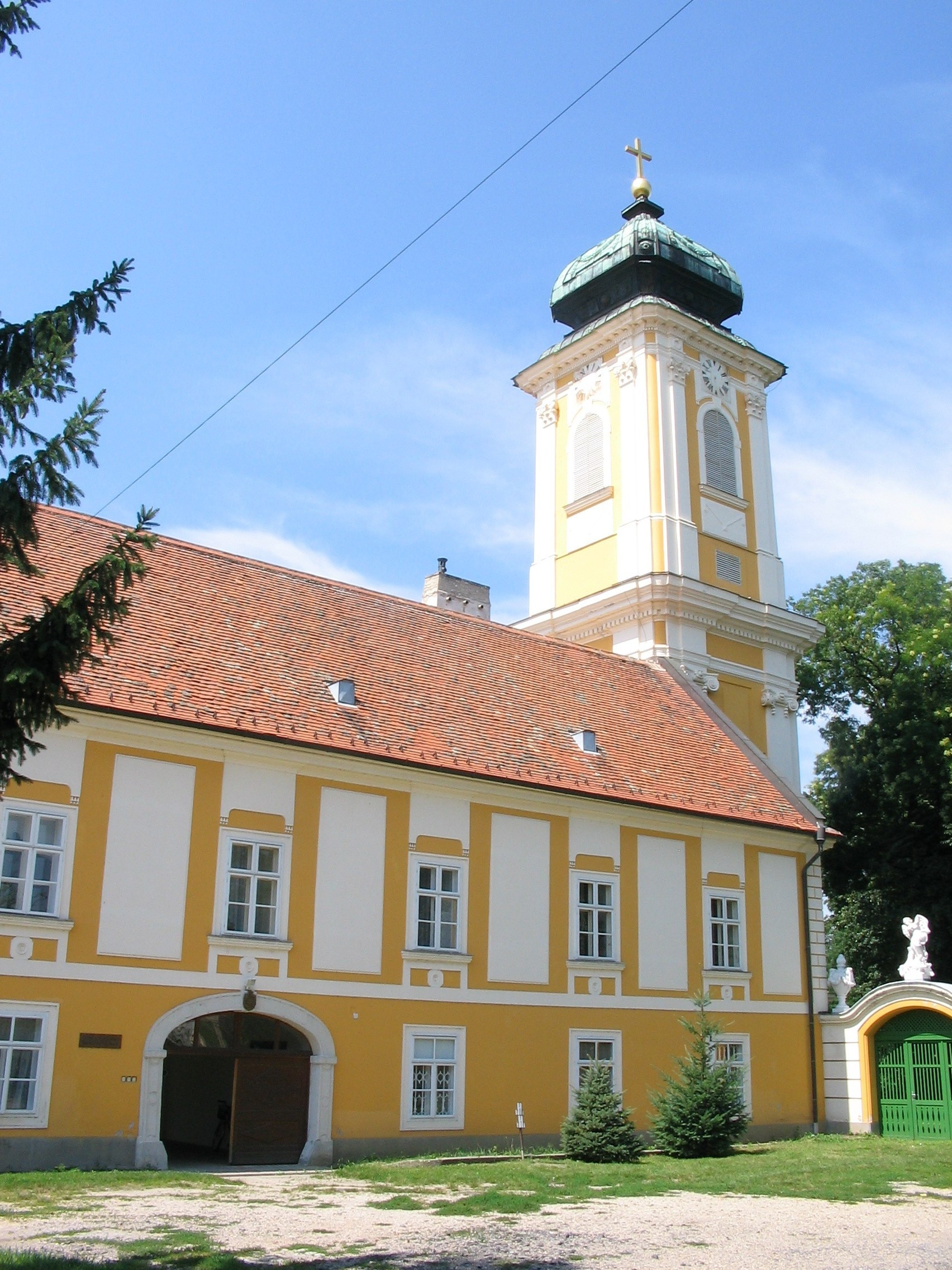
Vue du clocher

## Personnalités liées
- David Gestetner, inventeur austro-hongrois, y est né le 20 mars 1854.
- János Áder, président de la République de Hongrie depuis 2012, y est né le 9 mai 1959.

## Sources
- Norbertine Abbey of Csorna , 2005

## Liens
Brève histoire de la ville de Csorna (en)